# Lascellas-Ponzano
Lascellas-Ponzano là một đô thị trong tỉnh Huesca, Aragon, Tây Ban Nha. Theo điều tra dân số 2005 (INE), đô thị này có dân số là 166 người.